# Rika Izumi
Rika Izumi (泉 梨華; Kioto, 11 de octubre de 1988) es una modelo, actriz y cantante japonesa. Utilizó el nombre de Chisaki Hama (浜千咲) cuando estuvo con Snow Rabbits Productions. Cuando Izumi regresó al mundo del modelaje en 2008,  utilizó ambos nombres: 泉里果 y 泉里香.

## Vida
Su primera actuación importante fue supliendo a Ami Mizuno (Sailor Mercury) en el espectáculo Pretty Guardian Sailor Moon (PGSM). En Act Zero y el Special Act, aparece en los créditos como "Rika". Lanzó un disco sencillo con dos canciones, para su personaje, Mi Amor y Yakusoku (約束, Promise).
Antes de PGSM, Izumi era integrante de Sky PerfecTV Japan en un programa llamado "Being Junior, Go!". También modeló en revistas como Monthly De-View (invierno de 2002–2003), Pichi Lemon (verano de 2003), For Lillie (abril de 2003), Up-To-Boy (noviembre de 2003) y Melon (de julio de 2003 a junio de 2005, cuando la publicación paró). Fue portada de la revista Pure Pure or Pure en tres ediciones consecutivas.
En noviembre de 2003 lanzó un sencillo titulado "Koisuru Soldier", y estuvo en la revista Bomb! con Miyuu Sawai y Keiko Kitagawa como Sailor Mercury.
Después de PGSM, la carrera de Izumi tuvo un receso por dos años para concluir su educación secundaria, no aparecieron nuevas fotos de ella, y si asistía a reuniones de PGSM, sus excompañeros cuidaban de no publicar su nombre completo en blogs ni publicar fotos de ella. Cuando fue aceptada en la Universidad de Meiji como especialista en literatura en 2007, reanudó su carrera.
En junio de 2008, regresó al mundo del modelaje después de años de inactividad y estuvo entre las doce primeras seleccionadas en el concurso para el título de "Pinky Princess" (el número total de participantes fue de 5.427). Firmó con la agencia Sun Music Brain el 1 de junio de 2008 y nuevas fotos de ella aparecieron en el número de agosto de 2008 de la revista Ray. 
Ha sido mencionada en los créditos de tres películas: The Go Master (2006), Clearness (2008) y Go Seigen (Five Restrictions) (2008). The Sun Music Brain enumera otra película de noviembre de 2007 con Izumi en el reparto. Se llamaba Oh Kiyohara.
Rika también ha modelado la pista desde su regreso de 2008. En 2011, tuvo un cameo en la película Paradise Kiss en la que se reunió con su excompañero de reparto de PGSM Kitagawa. En 2013 encarnó el papel de Akira Kazuraba (hermana de Kota) en Kamen Rider Gaim.
Actualmente está contratada por Stardust Promotion, y su página de perfil oficial en Stardust afirma que fue parte del elenco de la película de 2016 Scoop!.

## Filmografía

### Cine
- 2006: The Go Master
- 2007: Oh Kiyohara
- 2008: Kurianesu: Reiko
- 2008: Go Seigen
- 2011: Paradise Kiss
- 2016: Scoop!

### Televisión
- 2003-2004: Pretty Guardian Sailor Moon: Ami Mizuno / Sailor Mercury - CBC
- 2010: Magerarenai Onna - NTV
- 2010: Shin Keishichō Sōsaikka 9 Kakari Season 2 Episode 11: Risa Mizoguchi - TV Asahi
- 2010: Nasake no Onna: Kokuzeikyoku Sasatsu-kan Episode 4: Sachi Oda - TV Asahi
- 2011: Karyū no Utage Episode 1 - NHK
- 2011: Tempest Episode 7 - NHK BS Premium
- 2012: Tokyo Jōkyū Date #7 Kuramae - TV Asahi
- 2012: Koisuru Hae Onna: Arisa Mita - NHK
- 2013: Shomuni: Akane Mita - Fuji TV
- 2013: Kamen Rider Gaim: Akira Kazuraba - TV Asahi